# الضيقة
الضيقة وهي قرية من قرى محافظة بيشة التابعة إلى منطقة عسير في المملكة العربية السعودية.

## التسمية والموقع
الضـَّيْقَة: بفتح أوله مشدد وإسكان ثانية وفتح القاف وهاء، ومعناها يدل على المكان الضيق وهو دلالة على ضيق الوادي الذي يمر منها.
ومسفرة هي قرية من قرى بني قحافة تقع غرب مركز وادي بن هشبل على مسافة 9 أكيال، وعلى بعد 18 كيلو متر شرق القوز.
وكذلك هو اسم أحد روافد وادي بيشة والذي ينحدر من جبال العذار والباقرة وشعيب الربضة باتجاه الشمال الشرقي غرب مركز وادي بن هشبل. ويوجد العديد من القرى والأودية التي تسمى بهذا الاسم في محافظة بيشة.